# Font de Jaume Caresmar
La Font de Jaume Caresmar és una font monumental del Monestir de Santa Maria de Bellpuig de les Avellanes, al municipi d'Os de Balaguer (Noguera), inclosa a l'Inventari del Patrimoni Arquitectònic de Catalunya.

## Descripció
Aquesta font està dividida en dos cossos. L'inferior, de més amplada i encastada entre dues pilastres, conté una caràtula amb la data 1760. D'altres dues caràtules en surten les dues canelles d'on emana l'aigua. La figura de Jaume Caresmar es troba al bell mig d'aquest cos inferior, i per sobre d'ella, un escut (amb un puig, una flor de llis i dos peixos agafats per la cua). Una motllura corona aquest primer cos. El cos superior en canvi, és de planta quadrangular i allargat, i està coronat per un cos de forma piramidal, presidit per una imatge de la Verge amb el Nen.
Al cos inferior, a l'alçada i a banda i banda de l'escultura de Jaume Caresmar, l'any 1974 es van col·locar unes plaques en record del col·legi de Germans Maristes d'Igualada.

## Història
Jaume Caresmar fou un prestigiós investigador. Uns anys enrere, la font es trobava just al davant de l'emplaçament actual. A Bellpuig de les Avellanes es fundà, a mitjan segle xviii una important escola historiogràfica amb eminents canonges investigadors: Daniel Finestres i de Monsalvo, Jaume Caresmar, Jaume Pasqual i Josep Martí, que iniciaren els corrents històrics a Catalunya, prosseguida després per la Universitat de Cervera i els monestirs de Poblet i de Montserrat.